# Ludmilla Dudarova
Ludmilla Dudarova (Samsun, ... – ...; fl. XX secolo) è stata un'attrice romena.

## Biografia
Nata nella Turchia meridionale da genitori romeni, giunse in Italia nel 1948 e partecipò a quasi venti pellicole fino al 1955. La si ricorda per due film diretti da Alessandro Blasetti, Fabiola (1949), dove interpreta Giulia, e Prima comunione (1950), dove interpreta l'affascinante signorina Ludovisi, vicina di casa di Carlo Carloni (Aldo Fabrizi), da lui ammirata e vanamente corteggiata. Lavorò anche con Luigi Comencini, Raffaello Matarazzo e Mario Camerini. Dopo aver lasciato l'Italia, tornò sul grande schermo solo nel 1970, interpretando il ruolo della signora Potkin in Lettera al Kremlino diretto da John Huston.

## Filmografia
- Fabiola, regia di Alessandro Blasetti (1949)
- Cagliostro (Black Magic), regia di Gregory Ratoff e Orson Welles (1949)
- Il principe delle volpi (Prince of Foxes), regia di Henry King (1949)
- Prima comunione, regia di Alessandro Blasetti (1950)
- Il caimano del Piave, regia di Giorgio Bianchi (1951)
- Canzone di primavera, regia di Mario Costa (1951)
- Licenza premio, regia di Max Neufeld (1951)
- Libera uscita, regia di Duilio Coletti (1951)
- Il tenente Giorgio, regia di Raffaello Matarazzo (1952)
- Papà ti ricordo, regia di Mario Volpe (1952)
- Nerone e Messalina, regia di Primo Zeglio (1953)
- La valigia dei sogni, regia di Luigi Comencini (1953)
- Condannatelo!, regia di Luigi Capuano (1953)
- Tempi nostri - Zibaldone n. 2, epis. Don Corradino, regia di Alessandro Blasetti (1954)
- Il grande addio, regia di Renato Polselli (1954)
- Ulisse, regia di Mario Camerini (1954)
- Cantami "Buongiorno tristezza", regia di Giorgio Pàstina (1955)
- Lettera al Kremlino (The Kremlin Letter), regia di John Huston (1970)

## Doppiatrici italiane
- Tina Lattanzi in Prima comunione, Il caimano del Piave, Canzone di primavera, Il tenente Giorgio, Condannatelo!
- Giovanna Scotto in Nerone e Messalina
- Lydia Simoneschi in Cantami "Buongiorno tristezza"